# Liste der Bischöfe von Mostar
Die folgenden Personen waren Bischöfe des Bistums Duvno, (ab 1881) Mostar-Duvno  (Bosnien und Herzegowina)

## Bistum Duvno
- 590–597 Malchus
- um 1313 Ivan de Hoio
- 1337–1345 Madije
- 1345 Ivan
- 1347 Guerin
- 1355–1371 Stjepan
- 1383–1384 Ivan
- 1394 Petar Telikona
- 1406–1412 Juraj I. (Georgius I.)
- 1412–1419 Juraj II.
- 1419 Blaž de Navara (Blasiu de Novariena)
- 1426–1433 Nikola
- 1433–1439 Hugo Fornetus
- 1439–1459 Jeronim Trogiranin (Tragurio)
- 1460–1464 Nikola II. (Nikola Zadranin)
- 1489–1495 Vid de Ruscis
- 1507–1540 Tomás de Córdoba, OSA
- 1514–1520 Alvaro Salas Sánchez, OSA
- 1520 Andrija Klement de Turrecremata
- 1536–1551 Nikola de Berganicio
- 1551–1575 Daniel Vocacio, OFM, (auch Weihbischof in Sigüenza) (Spanien)
- 1590 Daniel Vladimirović Neretvanin (?)
- 1597–1606 Nikola Ugrinović
- 1610–1625 Alfonso de Requeséns Fenollet, OFM
- 1645–1647 Marijan Maravić
- 1655–1656 Pavao Posilović
- 1658–1663 Mihalj Jahnn

## Bistum Mostar-Duvno
- 1881–1910 Paškal Buconjić, OFM
- 1912–1942 Alojzije Stjepan Mišić, OFM
- 1942–1985 Petar Čule
- 1980–1993 Pavao Žanić
- 1993–2020 Ratko Perić
- seit 2020 Petar Palić

Römisch-katholische Kirche in Bosnien und Herzegowina - Apostolische Vikare -